# Pflasterer

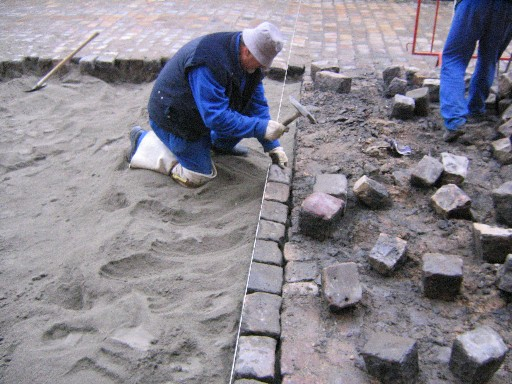
Verlegung von Pflastersteinen in Prag.

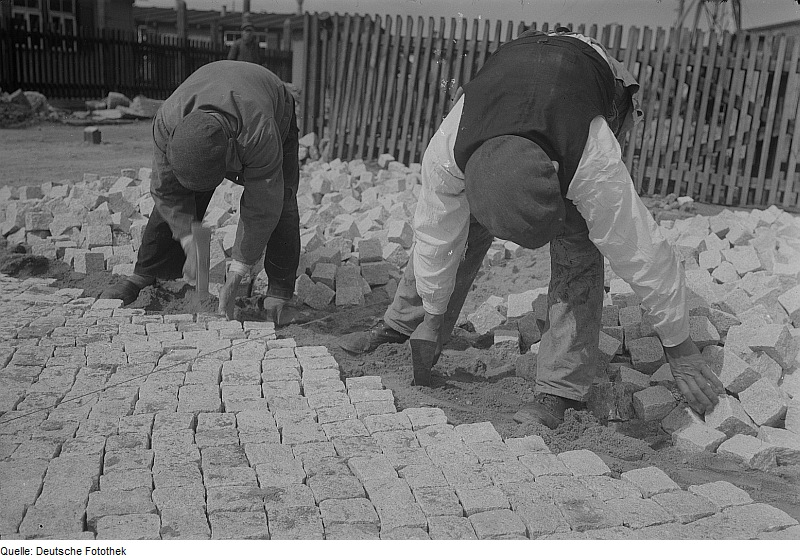
Pflasterer in Dresden nach 1945

Pflasterer, schweizerisch Pflästerer, auch Steinsetzer, Pflastersetzer oder Steinleger ist ein Ausbildungsberuf des Bauwesens bzw. des Garten- und Landschaftsbaus, der das Verlegen von Pflaster in handwerklich oder industriell tätigen Bauunternehmen oder in Unternehmen des Garten- und Landschaftsbaus umfasst. In der Schweiz ist der Beruf heute meist als berufliche Grundbildung vorgesehen.
Der Beruf ist eine klassische Männerdomäne. 2010 lag der Frauenanteil bei Ausbildung und Berufsausübung in den DACH-Ländern bei 1,4 %.

## Berufsbild
Der Pflasterer stellt Pflasterungen nur für Verkehrsflächen aller Art her. Dazu zählen beispielsweise Straßen, Wege und Plätze. Des Weiteren baut er Randeinfassungen, wie Borde und Rinnen, ein. Dazu verwendet er Pflastersteine aus Natur-. Neben der Verlegearbeit selbst (ebenes und plangemäßes Verlegen, Einsanden/Verfugen, Endreinigung) gehört auch das Übertragen des Verlegeplans auf die Pflasterplanie und Herstellen der Tragschicht  (Betonuntergründe, Frostschutzkies, Verlegesand, Verlegen der Entwässerung und Bodenverdichtung) zum Arbeitsfeld. Weiters werden auch Steintreppen und Tröge vom Pflasterer versetzt und, wie auch Böschungspflaster und Wildpflaster in der Flussverbauung, und Ausbesserungs- und Instandsetzungsarbeiten durchgeführt. Auch Einrichten und Absichern der Baustelle liegt in seinem Verantwortungsfeld.
Neben Kenntnissen im Umgang mit den Materialien Stein, Beton und Gesteinskörnung, Herstellung von Versatzmörteln und Umgang mit elementaren Handwerkzeugen des Baugewerbes: Schaufel, Hacke/Krampen, Klein- und Großsteinhammer, Richthammer (Bossierhammer, ein Spezialhammer zum Behauen der Steine), Meißel, Kelle, Betonmischmaschine, aber auch Messgeräte wie Visierkreuz, Wasserwaage, Maßband, Zollstab, Richtschnur, sowie mit dem Spezialwerkzeug des Pflasterers, dem Pflastererhammer (Versatzhammer, ein Gummihammer), und dem Pflasterzangen. Zusätzlich kommen heute auch zahlreiche Spezialmaschinen wie Tandemvibrationswalzen, Presslufthammer, Verlegmaschinen, Stoßwerkzeug, Vibrationsplatte, Schwammputzmaschine, Betonschneidemaschinen, Straßenwalze und Bagger zum Einsatz, zu deren Bedienung meist berufliche Weiterbildung möglich ist. Aber auch Kenntnisse in der Tradition des Steinlegerhandwerks, und der Vielfalt der Versetzmethoden und der zahlreichen Versetzmuster zeichnen die Qualifikation aus.
Wie viele Bauberufe ist dieser Beruf körperlich anstrengend und den Wetterbedingungen ausgesetzt und meist auch Saisonarbeit. Der Beruf erfordert trotz Anstrengung auch Geduld und Genauigkeit, Verlegung von grobem Steinmaterial sowie Teamfähigkeit und Umsicht in der Arbeit mit Kollegen und anderen Fach- und Hilfskräften des Bautrupps.
Das Berufsfeld umfasst Anstellungen in Gewerbebetrieben (Bauunternehmen, Tiefbauunternehmen), Straßenbaufirmen mit Pflastererberechtigung und Autobahn- und Straßenmeistereien. Die Arbeit erfolgt meist in spezialisierten Kleinbetrieben und in Ballungsräumen, wo sich vielfältigere Gestaltung des öffentlichen Raums findet. Daneben ist auch selbständige Tätigkeit möglich.
Berufsaussichten sind für Pflasterer durch die immer notwendigen Instandhaltungsarbeiten (z. B. in der Altstadtsanierung) und die für die Gliederung des Verkehrsraumes noch immer unersetzlichen Einsatzbereiche relativ günstig; vor allem qualifizierte Facharbeiter mit Freude an gestalterischer Arbeit sind sehr gefragt. Weiterbilden und perfektionieren können sich Pflasterer zum Plattenleger.

## Geschichte

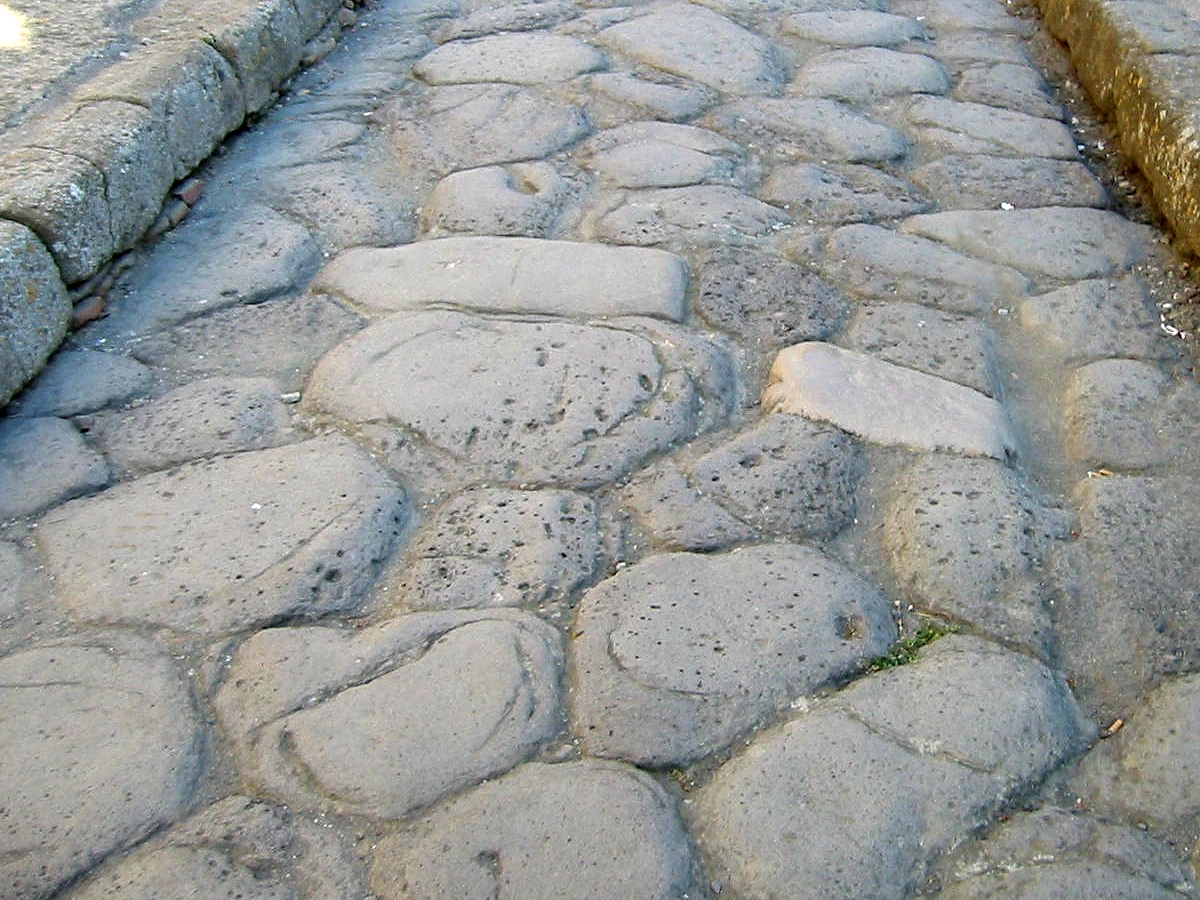
Straßenpflasterung, römisch, 1. Jh. n. Chr., Herculaneum

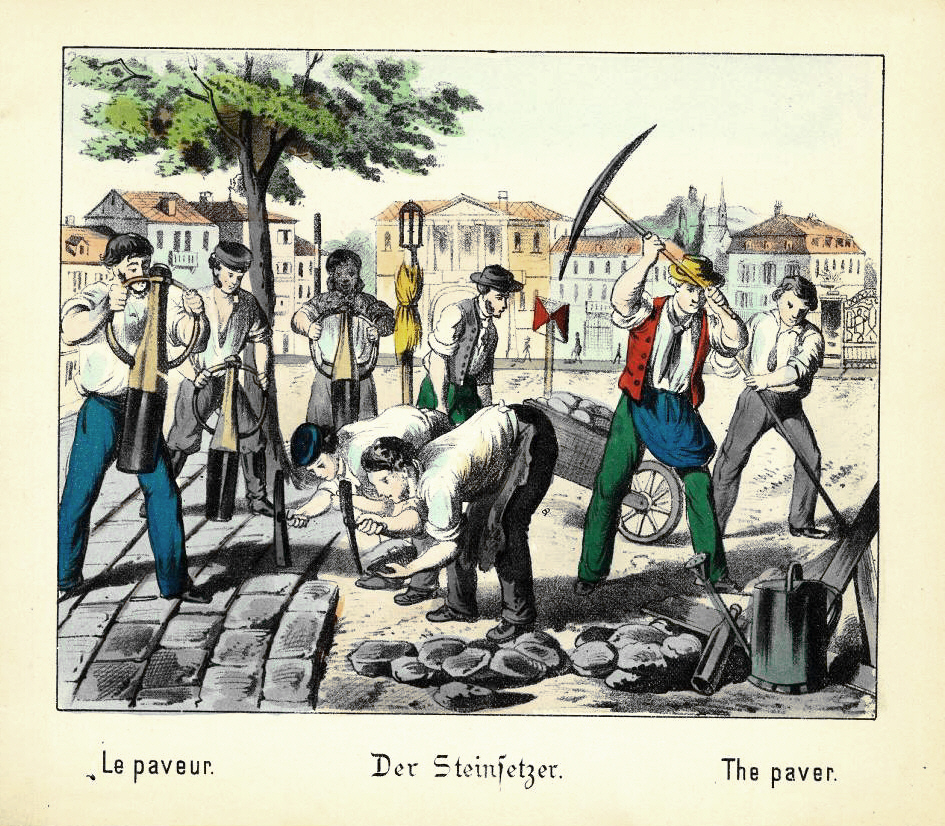
Der Steinsetzer (aus Was willst du werden, um 1880)

Pflasterungen sind archäologisch ausgezeichnet befundet, weil sie dazu bestimmt sind, vor Ort stabil zu liegen und den Witterungen zu trotzen, und damit zu den haltbarsten menschlichen Bauwerken gehören. Früheste Belege finden sich schon an steinzeitlichen Kultplätzen, zu den frühen Meisterleistungen zählen Prachtstraßen und Tempelplätze aller Hochkulturen, und ebenso Fernstraßen, wie die Römerstraßen, historische Hochgebirgsübergänge oder die Inkatrails.
Seit der Entwicklung des Verkehrs mit dem Wagen sind die Anforderungen an das Pflaster hoch: es muss dauerhaft hoch belastbar sein und trotzdem plan genug, um Fußgänger oder Pferde nicht zu gefährden. Daher entwickelt sich das Handwerk des Pflasterers schon früh zu einem eigenständigen Beruf. In der griechischen Antike heißt er λιθοστρατής lithostrates oder λιθοστρωτής lithostrotes „Steinschichter“ und verlegt etwa den Stylobat des griechischen Tempels. Lateinisch steht bis in das Mittelalter lapidator (in Abgrenzung zum lapicida Steinhauer, oder lapidārius „Steinmetz“), sowie silicārius (zu silex „Kieselstein, harter Stein“, vergleiche Silicium), und schon früh auch viārius speziell für „Straßenbauer“.
Bis zur Erfindung des Straßenasphalts (in den 1840er-Jahren wurde mit Kautschuk experimentiert) war das Pflaster über Jahrtausende die einzige Möglichkeit, Verkehrswege staubfrei zu betreiben. So heißt der Pflasterer französisch paveur, englisch paver (plasterer ist ein falscher Freund, und nicht der Pflasterer, sondern der Stuckateur, vergl. plastisch, Plastik), und pavement, wörtl. „das Gepflasterte“, heißt heute Gehsteig, weil es ursprünglich die neben der staubigen Straße gepflasterte Fußverkehrsfläche des 19. Jahrhunderts war. Daneben ist auch der Wasserbau immer ein Tätigkeitsfeld gewesen, in den Bereichen, wo primär Dämme und Deiche gegen Hochwasser und Brandung steinbelegt wurden, findet sich die Bezeichnung Dammsetzer.
Die Methoden, Pflaster zu verlegen, sind schon in der Antike ausgereift, haben sich seither nicht nennenswert verändert und sind auch in ihrer handwerklichen Tradition kaum unterbrochen. Kleinere Neuerungen ergaben sich
- durch die Verwendung von Betonformsteinen anstelle von Terrakotta (italienisch unterscheidet man lastricare „mit Naturstein Pflastern“ und ammattonare „mit Backstein pflastern“),
- durch zementgebundene Versatzmörtel statt Hydraulkalken (Trasse, Puzzolane),
- durch den Einsatz von Silikonen und Acrylen anstelle bituminöser Fugenmassen und
- durch den Einsatz neuer Maschinen, die z. B. die Handramme (auch: Jungfer, Pfaffenmütze) und das händische Zwickern  ersetzt haben.

Sonst aber ist heute die Arbeitsmethodik gleich, und Pflastern auch als Handarbeit unersetzbar.
Ein weiteres (heute wenig verwendetes) Pflaster ist der Stöckelboden, ein Holzpflaster.
Neben dem verkehrs- und wasserbaulichen Aspekt umfasst die Pflasterei am Rande auch kunsthandwerkliche Aspekte. Diese kommen heute über die gemeinsame Wurzel des Fußbodenmosaiks heute wieder vermehrt zur Arbeit in der ästhetischen Formgebung im gehobenen Bausektor und auch in der Restaurierung.

## Berufsbildung

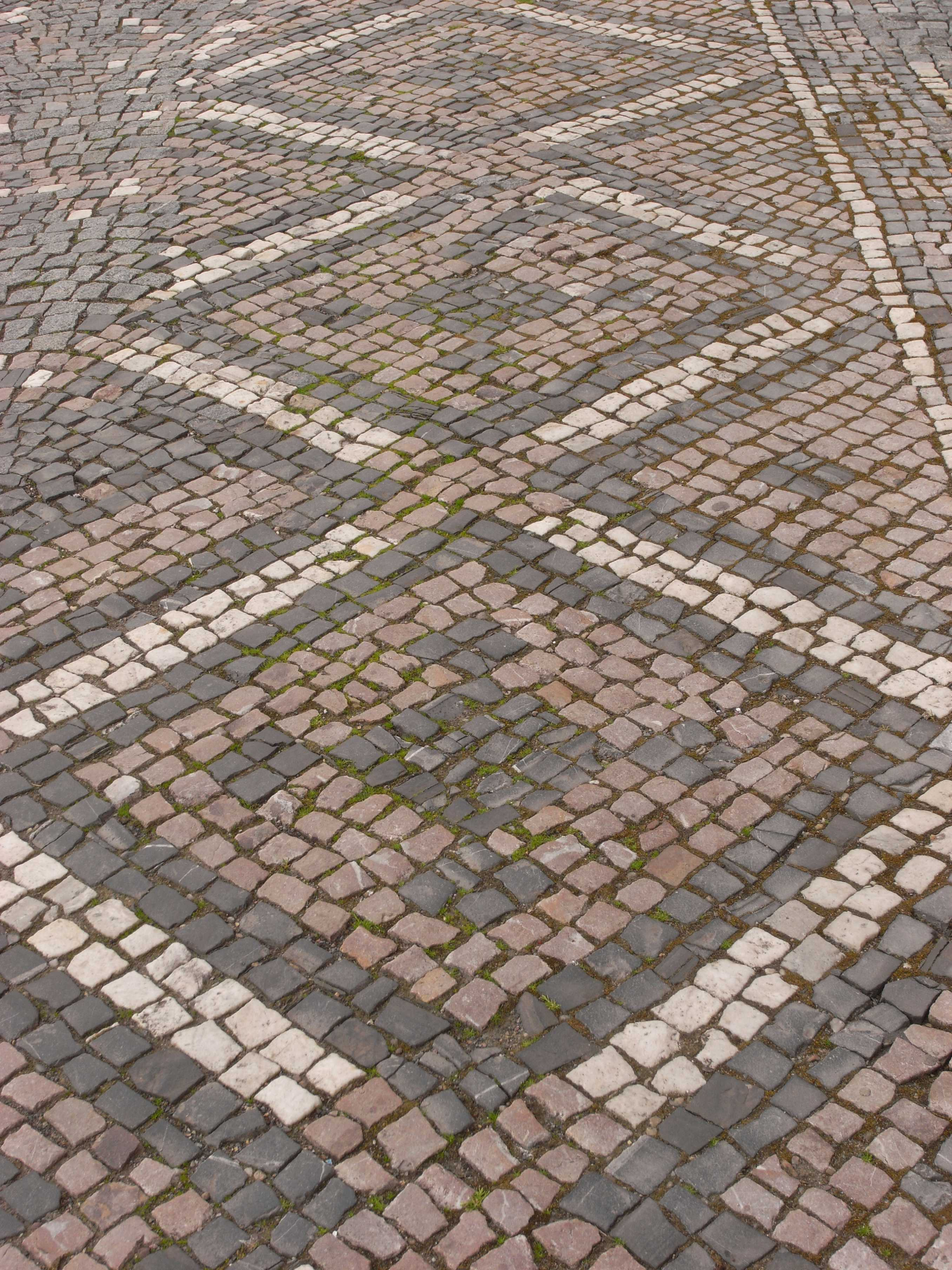
Mosaikähnliche Gestaltung in handgeschlagenem Pflaster, Hradec Králové, Tschechien

Der Beruf ist im System ISCO 88 (COM) der Berufsgattung  7122 Maurer, Bausteinmetze (Untergruppe Baukonstruktions- und verwandte Berufe der Hauptgruppe Mineralgewinnungs- und Bauberufe) zugeordnet.

### Deutschland: Straßenbauer, Garten- und Landschaftsbauer
In Deutschland ist die Bezeichnung historisch und ist heute in den Ausbildungsberuf Straßenbauer bzw. Gärtner, Fachrichtung Garten- und Landschaftsbau, integriert. Der Pflasterer ist als Straßenbauer entweder in einem zulassungspflichtigen Handwerk oder als Baufacharbeiter in einem Unternehmen der Bauindustrie tätig. Der Pflasterer als Garten- und Landschaftsbauer darf nicht im handwerklichen Straßenbau und im Innenausbau tätig werden, da er nicht in der Handwerksrolle eingetragen ist. Die Ausbildungsordnungen der drei Berufe sind bezüglich der Pflasterarbeiten meist kaum zu unterscheiden, obwohl die Ausbildungen der Aufsicht der Handwerkskammer bzw. der Industrie- und Handelskammer bzw. der Landwirtschaftskammer und demzufolge meist drei verschiedenen Landesministerien unterstehen.
Da die Tariflöhne des handwerklichen Straßenbauers höher sind als die des Garten- und Landschaftsbauers, wachen die Handwerkskammern sehr darüber, dass Garten- und Landschaftsbauer nicht im Straßenbau tätig werden, was als Schwarzarbeit eine mit Bußgeld bedrohte Ordnungswidrigkeit wäre.
Eine Spezialisierung stellt in Deutschland der Beruf des Kleinpflasterlegers dar.

### Österreich: Pflasterer

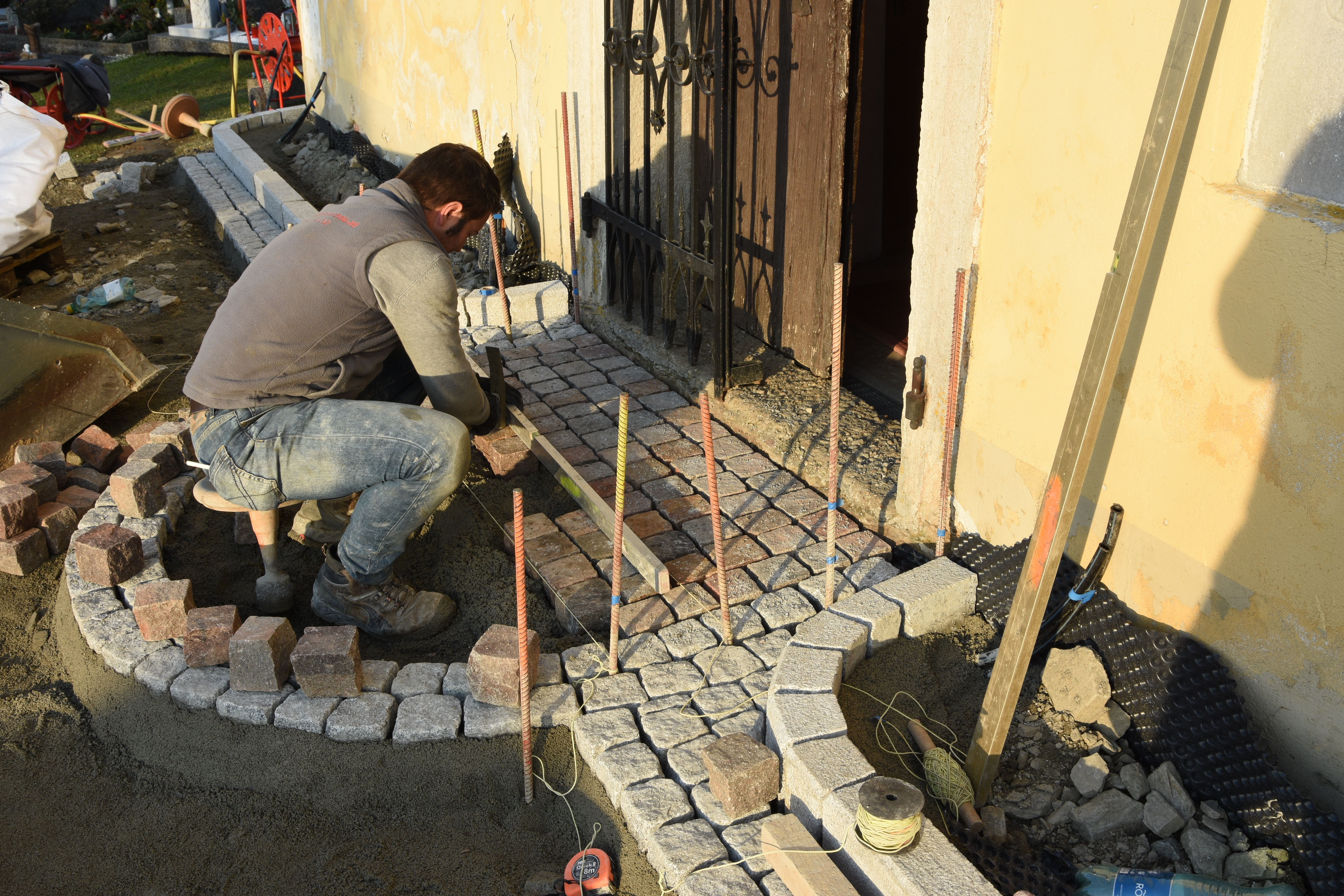
Pflasterer bei der Arbeit

Das Handwerk Pflasterer ist ein Lehrberuf. Die Lehrzeit beträgt drei Jahre und erfolgt im dualen System durch Berufsschulen und einschlägigen Betrieben bzw. Straßenbaufirmen. Der Lehrling schließt die Ausbildung mit der Lehrabschlussprüfung als Pflasterer ab. Aufstiegsmöglichkeiten bestehen in Weiterbildung als Vorarbeiter (Partieführer), Werkmeister, Meister und Bauleiter.
Voraussetzung ist eine abgeschlossene Ausbildung an einer Hauptschule und/oder einer Polytechnischen Schule. Berufsschulen für Pflasterer befinden sich in Wien (Berufsschule für Baugewerbe Wagramer Straße) und Graz (Landesberufsschule 5). Einen höheren Bildungsabschluss bzw. Höherqualifizierung können Pflasterer an der Werkmeisterschule für Berufstätige der Fachrichtung Bauwesen (zwei Jahre, Abendunterricht) oder an Höheren Technischen Lehranstalten (HTL) erwerben.
Folgende Lehrberufe sind verwandt Straßenerhaltungsfachmann, Tiefbauer. Ebenso ähnlich ist der Beruf des Bautechnikers (HTL).

### Schweiz: Pflästerer EFZ
In der Schweiz ist Pflästerer EFZ ein Grundberuf und schließt nach drei Jahren mit dem Eidgenössischen Fähigkeitszeugnis ab.
Voraussetzung ist ein Volksschulabschluss. Die Ausbildung erfolgt an der Berufsfachschule Verkehrswegbauer in Sursee (Blockkurse insgesamt 22 Wochen, zusätzlich 5 Wochen Schwerpunktausbildung Pflästerung in Alpnach).
Verwandte Berufe sind Gleisbauer EFZ, Grundbauer EFZ, Industrie- und Unterlagsbodenbauer EFZ und Strassenbauer EFZ.